# Die Aussteigerin
Die Aussteigerin ist ein französischer Film aus dem Jahr 1979. Grundlage für das Drehbuch ist der gleichnamige autobiografische Roman von Jeanne Cordelier aus dem Jahr 1976.

## Handlung
Die neunzehnjährigen Marie arbeitet als Verkäuferin in einem Schuhgeschäft in der Vorstadt. In einem Café lernt sie Gérard kenne, einen attraktiven jungen Mann, in den sie sich auf der Stelle verliebt. Blind vor Liebe, verlässt sie ihr Elternhaus, um bei dem Mann zu leben, den sie für den Mann ihres Lebens hält. Doch Gérard ist ein Zuhälter, und schon bald schickt er sie zum „Anschaffen“ auf den Straßenstrich, zu den einschlägigen Plätzen im Bois de Boulogne und auf „Hausbesuche“.
Marie gehorcht ihrem Zuhälter, für sie ist es die einzige Art, wie sie ihm ihre Liebe beweisen kann. Trotzdem versucht sie, nachdem sie die schmutzigen und gefährlichen Seiten ihres Gewerbes gründlich kennengelernt hat, von Gérard loszukommen.

## Produktion und Veröffentlichung
Der Film wurde von ATC 3000 (Paris), SN Prodis und der Société Nouvelle Prodis (Paris) produziert. Er ist Duvals dritter von insgesamt nur fünf Kinofilmen als Regisseur und der einzige, der ein kommerzieller Erfolg wurde. Miou-Miou, die unbedingt die Rolle der Marie in einer Verfilmung spielen wollte, überredete Duval, das Filmprojekt anzugehen. Die männliche Hauptrolle spielte Duval selbst. Drei der Nebenrollen waren mit jungen, später sehr erfolgreichen Schauspielern besetzt – Niels Arestrup, Jean Benguigui, Jean-Claude Dreyfus –, die damals noch am Anfang ihrer Karriere standen.
Das Drehbuch entstand nach dem autobiografischen Bestseller von Jeanne Cordelier, die fünf Jahre lang als Prostituierte gearbeitet hatte. Autoren des Drehbuchs waren außer Daniel Duval und Christopher Frank auch Jeanne Cordelier selbst, die vor allem an den Dialogen beteiligt war.
Die Außenaufnahmen fanden in Paris statt, einige wenige Szenen wurden in Arromanches-les-Bains in der Normandie gedreht.
Die Kostüme schuf Corinne Jorry.
Premiere in Frankreich war am 17. Oktober 1979. In Deutschland kam der Film am 4. September 1980 in die Kinos. 2006 veröffentlichte TF1 Vidéo Studio eine restaurierte Fassung auf der Grundlage von originalem Negativ- und Tonmaterial.

## Rezeption
Obwohl der Film in der Presse überwiegend negativ aufgenommen wurde – die Kritik warf ihm vor, er sei oberflächlich und reißerisch – war der Film in Frankreich ein Publikumserfolg. Er brachte an den Kinokassen 20,7 Millionen US-Dollar ein, erreichte 2 764 084 Zuschauer und in Frankreich Platz 10 auf der Liste der kommerziell erfolgreichsten Filme 1979.
Der Film erhielt César-Nominierungen für Maria Schneider und Vladimir Costa, Miou-Miou einen César für ihre schauspielerische Leistung.

### Kritik
Der Filmdienst nannte den Film ein „langatmiges Sitten-Melodram, das über der Ausleuchtung des Milieus eine glaubwürdige Motivierung vernachlässigt.“ TimeOut bezeichnet den Film als fetischistisch, voyeuristisch und rassistisch, mit einer „künstlerischen“ Kamera, die auf Körpern, flippigen Outfits verweile, mit Szenen voll Brutalität, die einem den Magen umdrehe. James Travers von Filmportal FrenchFilms schrieb dem Film 2000 praktisch einen
Totalverriss. Der Film sei reiner Voyeurismus, mit großen V, eine gefährliche Mischung von Erotik und Gewalt: Nicht nur abgeschmackt und schockierend, sei er einfach ein schlechter Film.
Bernard Payen von der Cinémathèque bemerkt, die Inszenierung Duvals sei ebenso lakonisch wie sein Spiel und lobt seine Präzision und Sorgfalt in den Details, sowie die Reduktion der Dialoge auf das Wesentliche.
Zu einem differenzierten Urteil kommt Vincent Nicolet in seiner ausführlichen Filmanalyse anlässlich der restaurierten Fassung als DVD. Er hebt explizit die cinematografische Qualität des Films hervor. Durch die kühle, distanzierte, untadelige Herangehensweise sei er eine starke, diffizile, brutale Chronik, ohne übertriebene Dramatisierung. Die Melancholie von Costas Musik setze den Kontrapunkt, damit man in diesem düsteren, bitteren und „infamen“ Ambiente nicht ersticke. In seiner Kritik würdigt er sowohl die Performance der beiden Hauptdarstellerinnen als auch die von Duval und der Nebendarsteller. Niels Arestrup, „intensiv, unvorhersehbar und erschreckend“ […] hinterlasse einen dauerhaften Eindruck, trotz seines kurzen Auftritts auf der Leinwand. Sein Fazit: Ein solides Werk mit formalen Qualitäten, die man nicht geringschätzen sollte, das den Rahmen fiktionaler Darstellung eines derart gravierenden Themas – potentiell lehrreich (édifint) – sprenge, gestützt auf eine makellose Besetzung. „In jener Epoche ein kühner Film, der nicht die Unterstützung der Kritik erhalten hat, die er verdient hätte. Es ist Zeit, ihn neu zu bewerten.“